# Rio Braço do Norte Direito
Rio Braço do Norte Direito är ett vattendrag i Brasilien.   Det ligger i delstaten Espírito Santo, i den sydöstra delen av landet, 900 km sydost om huvudstaden Brasília.
Omgivningen kring Rio Braço do Norte Direito är huvudsakligen savann. Området är  ganska glesbefolkat, med 30 invånare per kvadratkilometer.